# Водопьянова, Татьяна Юрьевна
 Татьяна Юрьевна Водопьянова  (укр. Тетяна Юріївна Водоп'янова ; 11 января 1973 года, Киев) — украинская биатлонистка. Участница Олимпийских Игр 1998 года в Нагано и Олимпийских Игр 2002 года в Солт-Лейк-Сити. Неоднократный призёр Чемпионата мира по биатлону в эстафете и командной гонке.

## Карьера
Татьяна Водопьянова дебютировала в Кубке Мира по биатлону в начале 1990-х годов. Впервые попала в первой десятку в 1994 году в Бад-Гаштайне. В декабре 1995 года в шведском Эстерсунде украинка впервые финишировала на подиуме — в индивидуальной гонке она заняла второе место. В 1996 году спортсменка одержала свою первую победу на этапе Кубка мира в Поклюке, Словения — эта виктория первая для украинского биатлона на этапах Кубка Мира. А также на Чемпионате мира в Рупольдинге завоевала серебряную медаль в командной гонке и серебряную медаль в женской эстафете.
В сезоне 1996/1997 она победила в личных соревнованиях ещё раз — в индивидуальной гонке в Антерсельве, а на Чемпионате мира в Осрблье вместе с подругами по команде показала третий результат в командной гонке и получила бронзовую медаль.
Первой Олимпиадой в карьере Татьяны Водопьяновой стали Игры-1998 в Нагано. Однако особых успехов спортсменке они не принесли. Она заняла 24 место в индивидуальной гонке, 19 место в спринте и 5 место в эстафете.
На Чемпионате мира 2000 года в Хольменколлене спортсменка завоевала бронзовую медаль в эстафете, спустя год на Чемпионате мира 2001 года в словенской Поклюке украинские девушки повторили этот результат. Лучшее место в общем зачете Кубка Мира спортсменка заняла в сезоне 2000/2001 (14 место).
На Олимпийских играх 2002 года в Солт-Лейк-Сити Татьяна Водопьянова финишировала 31-й в спринте, 26-й в гонке преследования и 10-й в эстафете. После этого сезона она завершила спортивную карьеру.